# Idaea britanniae
Idaea britanniae là một loài bướm đêm trong họ Geometridae.